# Skarptjärnen (Los socken, Hälsingland, 684708-146150)
Skarptjärnen är en sjö i Ljusdals kommun i Hälsingland och ingår i Ljusnans huvudavrinningsområde.